# Birger Sjöberg
Birger Sjöberg (født 6. december 1885 i Vänersborg, død 30. april 1929 i Växjö) var en svensk forfatter, komponist og sanger. Han er mest kendt for sine viser om Frida, men skrev også andre digte samt romanen Kvartetten som sprängdes (1924).

## Fridas viser
De mest kendte viser fra Fridas bok og Fridas andra bok:
- Den första gång jag såg dig
- Längtan till Italien
- Släpp fångarne loss, det är vår
- Bleka dödens minut
- Finge Frida rätt
- Frida i vårstädningen
- Aftontankar vid Fridas ruta
- Frida sörjer sommaren
- Samtal om universum
- I Spaniens månsken
- På begäran
- På Richelieus tid
- Lilla Paris